# 燕洞河
燕洞河，又称东宫河，位于中国广西壮族自治区西北部，是灵岐河左岸支流，发源于巴马瑶族自治县那社乡那廷村西北2.1千米处，东南流至所略乡千楼村潜入地下，伏流17千米，至燕洞乡赖满村西北3千米处出洞明流，继续东南流至田东县义圩镇甲分村注入灵岐河。干流长77千米，平均比降5.50‰，流域面积574平方千米。